# Ryder Cup 1993
La 30ª edizione della Ryder Cup si è tenuta al The Belfry nel paese di Whishaw, Warwickshire, in Inghilterra, dal 24 al 26 settembre 1993.
La squadra americana si presentò alla competizione come detentrice della coppa. I capitani dei team erano Bernard Gallacher per l’Europa e Tom Watson per gli USA. La formazione statunitense vinse nuovamente con un punteggio di 15 a 13: fu, ad oggi, sia la sua ultima vittoria in Europa sia l’ultima volta in cui essa riuscì a mantenere il trofeo.
Dopo un iniziale pareggio, gli europei conquistarono un vantaggio di tre punti dopo la terza sessione, restando poi avanti di uno in vista dell’ultima giornata. Il punto decisivo venne assicurato da Davis Love III che sconfisse Costantino Rocca.

## Formato
La Ryder Cup è un torneo match play, in cui ogni singolo incontro vale un punto. Il formato dell'edizione 1993 era il seguente:
- I Giornata (Venerdì) – 4 incontri "foursome" (colpi alternati) nella sessione mattutina e 4 incontri "fourball" (la migliore buca) nella sessione pomeridiana.
- II Giornata (Sabato) – 4 incontri "foursome" nella sessione mattutina e 4 incontri "fourball" nella sessione pomeridiana.
- III Giornata (Domenica) – 12 incontri singolari.

Ogni incontro si disputa su un massimo di 18 buche. La vittoria di ogni incontro assegna un punto, nel caso di parità del match si assegna ½ punto a ciascuno, per un totale di 28 punti disponibili. 14½ punti sono necessari per vincere, ma 14 punti (ovvero un pareggio) sono sufficienti alla squadra che difende per mantenere la coppa.

## Squadre
| Europa              |     |                  |                     |                                              |
| Nome                | Età | Punti classifica | Classifica mondiale | Note                                         |
| Bernard Gallacher   | 44  |                  |                     | Capitano non-giocatore                       |
| Bernhard Langer     | 36  | 1                | 3                   | 7ª partecipazione                            |
| Nick Faldo          | 36  | 2                | 1                   | 9ª partecipazione                            |
| Colin Montgomerie   | 30  | 3                | 16                  | 2ª partecipazione                            |
| Costantino Rocca    | 36  | 4                | 40                  | Esordio nella Ryder Cup                      |
| Barry Lane          | 33  | 5                | 35                  | Esordio nella Ryder Cup                      |
| Ian Woosnam         | 35  | 6                | 7                   | 6ª partecipazione                            |
| Peter Baker         | 25  | 7                | 64                  | Esordio nella Ryder Cup                      |
| Mark James          | 39  | 8                | 31                  | 6ª partecipazione                            |
| Sam Torrance        | 40  | 9                | 37                  | 7ª partecipazione                            |
| Joakim Haeggman     | 24  | 10               | 59                  | Scelta del capitano, esordio nella Ryder Cup |
| José María Olazábal | 27  | 12               | 9                   | Scelta del capitano, 4ª partecipazione       |
| Seve Ballesteros    | 36  | 38               | 21                  | Scelta del capitano, 7ª partecipazione       |

| Stati Uniti       |     |                  |                     |                                        |
| Nome              | Età | Punti classifica | Classifica mondiale | Note                                   |
| Tom Watson        | 44  |                  |                     | Capitano non-giocatore                 |
| Paul Azinger      | 33  | 1                | 5                   | 3ª partecipazione                      |
| Fred Couples      | 33  | 2                | 6                   | 3ª partecipazione                      |
| Tom Kite          | 43  | 3                | 8                   | 7ª partecipazione                      |
| Lee Janzen        | 29  | 4                | 22                  | Esordio nella Ryder Cup                |
| Corey Pavin       | 33  | 5                | 15                  | 2ª partecipazione                      |
| Payne Stewart     | 36  | 6                | 11                  | 4ª partecipazione                      |
| John Cook         | 35  | 7                | 13                  | Esordio nella Ryder Cup                |
| Davis Love III    | 29  | 8                | 12                  | Esordio nella Ryder Cup                |
| Chip Beck         | 37  | 9                | 26                  | 3ª partecipazione                      |
| Jim Gallagher Jr. | 32  | 10               | 53                  | Esordio nella Ryder Cup                |
| Raymond Floyd     | 51  | 22               | 23                  | Scelta del capitano, 8ª partecipazione |
| Lanny Wadkins     | 43  | 32               | 74                  | Scelta del capitano, 8ª partecipazione |

## Risultati

### I sessione
Foursome
| Europa (bandiera)    | Risultati | Stati Uniti (bandiera) |
| -------------------- | --------- | ---------------------- |
| Torrance/James       | 4 & 3     | Wadkins/Pavin          |
| Woosnam/Baker        | 7 & 5     | Azinger/Stewart        |
| Ballesteros/Olazábal | 2 & 1     | Kite/Love III          |
| Faldo/Montgomerie    | 4 & 3     | Floyd/Couples          |
| 2                    | Sessione  | 2                      |
| 2                    | Totale    | 2                      |

### II sessione
Four-ball
| Europa (bandiera)    | Risultati | Stati Uniti (bandiera) |
| -------------------- | --------- | ---------------------- |
| Woosnam/Baker        | 1 up      | Gallagher/Janzen       |
| Langer/Lane          | 4 & 2     | Wadkins/Pavin          |
| Faldo/Montgomerie    | pareggio  | Azinger/Couples        |
| Ballesteros/Olazábal | 4 & 3     | Love III/Kite          |
| 2½                   | Sessione  | 1½                     |
| 4½                   | Totale    | 3½                     |

### III sessione
Foursome
| Europa (bandiera)    | Risultati | Stati Uniti (bandiera) |
| -------------------- | --------- | ---------------------- |
| Faldo/Montgomerie    | 3 & 2     | Wadkins/Pavin          |
| Langer/Woosnam       | 2 & 1     | Couples/Azinger        |
| Baker/Lane           | 3 & 2     | Floyd/Stewart          |
| Ballesteros/Olazábal | 2 & 1     | Love III/Kite          |
| 3                    | Sessione  | 1                      |
| 7½                   | Totale    | 4½                     |

### IV sessione
Four-ball
| Europa (bandiera) | Risultati | Stati Uniti (bandiera) |
| ----------------- | --------- | ---------------------- |
| Faldo/Montgomerie | 2 up      | Cook/Beck              |
| James/Rocca       | 5 & 4     | Pavin/Gallagher        |
| Woosnam/Baker     | 6 & 5     | Couples/Azinger        |
| Olazábal/Haeggman | 2 & 1     | Floyd/Stewart          |
| 1                 | Sessione  | 3                      |
| 8½                | Totale    | 7½                     |

### V sessione
Singoli
| Europa (bandiera)   | risultati | Stati Uniti (bandiera) |
| ------------------- | --------- | ---------------------- |
| Ian Woosnam         | pareggio  | Fred Couples           |
| Barry Lane          | 1 up      | Chip Beck              |
| Colin Montgomerie   | 1 up      | Lee Janzen             |
| Peter Baker         | 2 up      | Corey Pavin            |
| Joakim Haeggman     | 1 up      | John Cook              |
| Mark James          | 3 & 2     | Payne Stewart          |
| Costantino Rocca    | 1 up      | Davis Love III         |
| Seve Ballesteros    | 3 & 2     | Jim Gallagher Jr.      |
| José María Olazábal | 2 up      | Raymond Floyd          |
| Bernhard Langer     | 5 & 3     | Tom Kite               |
| Nick Faldo          | pareggio  | Paul Azinger           |
| Sam Torrance        | pareggio  | Lanny Wadkins          |
| 4½                  | Sessione  | 7½                     |
| 13                  | Totale    | 15                     |